# Cytherideis
Genre
Synonymes
†Cythere (Cytherideis) Jones, 1856
Cytherideis est un genre fossile de crustacés de la classe des ostracodes, de la sous-classe des Podocopa, de l'ordre des Podocopida et de la famille des Cytheridae. Les différentes espèces ont été trouvées dans des terrains datant du Miocène au Venezuela et dans le Maryland, aux États-Unis et de l'Éocène en Alabama. L'espèce C. elegans a été décrite de terrains du Quaternaire en Sicile.

## Liste des espèces
La liste des espèces inclut:
- †Cytherideis ashermani Ulrich and Bassler 1904
- †Cytherideis cylindrica Ulrich and Bassler 1904
- †Cytherideis elegans Seguenza, 1885[2]
- †Cytherideis longula Ulrich & Bassler 1904
- †Cytherideis semicircularis Ulrich & Bassler 1904
- †Cytherideis subaequalis Ulrich and Bassler 1904